# Liste der Landschaftsschutzgebiete im Landkreis Hildesheim
Die Liste der Landschaftsschutzgebiete im Landkreis Hildesheim enthält die Landschaftsschutzgebiete des Landkreises Hildesheim in Niedersachsen.
| Bild                                                                                        | Nummer         | Bezeichnung des Gebietes                                            | Fläche in Hektar | WDPA-ID   | Koordinaten | Datum der Verordnung |
| ------------------------------------------------------------------------------------------- | -------------- | ------------------------------------------------------------------- | ---------------- | --------- | ----------- | -------------------- |
|                                                                                             | LSG HI 00001   | Hassel                                                              | 1,30             | 321418    | Position    | 1967                 |
|                                                                                             | LSG HI 00005   | Lühnder Rotten                                                      | 3,10             | 322860    | Position    | 1967                 |
|                                                                                             | LSG HI 00006   | Algermissener Kippe (Bennerskippe)                                  | 5,00             | 319483    | Position    | 1967                 |
|                                                                                             | LSG HI 00007   | Unterer Bruchgraben                                                 | 384,00           | 325319    | Position    | 1967                 |
|                                                                                             | LSG HI 00008   | Entenfang bei Giften                                                | 4,80             | 320655    | Position    | 1967                 |
|                                                                                             | LSG HI 00009   | Ahrberger und Groß Förster Holz                                     | 2,90             | 319457    | Position    | 1967                 |
|                                                                                             | LSG HI 00010   | Klein Förster Holz                                                  | 13,80            | 322163    | Position    | 1967                 |
| weitere Bilder                                                                              | LSG HI 00011   | Harsumer Holz                                                       | 101,50           | 321394    | Position    | 1967                 |
|                                                                                             | LSG HI 00012   | Borsumer Holz                                                       | 61,30            | 320039    | Position    | 1967                 |
|                                                                                             | LSG HI 00014   | Aseler Busch                                                        | 7,50             | 319674    | Position    | 1967                 |
|                                                                                             | LSG HI 00015   | Hüddessumer Rotten                                                  | 2,50             | 321782    | Position    | 1967                 |
|                                                                                             | LSG HI 00018   | Steinbruch Häneken                                                  | 4,40             | 324811    | Position    | 1967                 |
|                                                                                             | LSG HI 00019   | Groß Himstedter Rotten                                              | 1,90             | 321178    | Position    | 1967                 |
|                                                                                             | LSG HI 00020   | Klein Himstedter Rotten                                             | 13,80            | 322165    | Position    | 1967                 |
|                                                                                             | LSG HI 00021   | Feldberger Rotten                                                   | 2,50             | 320756    | Position    | 1967                 |
|                                                                                             | LSG HI 00022   | Himstedter und Bettrumer Lah                                        | 16,90            | 321616    | Position    | 1967                 |
|                                                                                             | LSG HI 00023   | Östliche (Dingelber) Klunkau                                        | 31,50            | 323584    | Position    | 1967                 |
|                                                                                             | LSG HI 00024   | Westliche (Dinklarer) Klunkau                                       | 80,60            | 325833    | Position    | 1967                 |
|                                                                                             | LSG HI 00025   | Oberer Bruchgraben                                                  | 85,30            | 323350    | Position    | 1967                 |
| weitere Bilder                                                                              | LSG HI 00026   | Kapellenberg Ottbergen                                              | 23,40            | 31845     | Position    | 1967                 |
| weitere Bilder                                                                              | LSG HI 00028   | Röderhofer Teiche und Egenstedter Forst                             | 320,10           | 323914    | Position    | 1967                 |
| LSG HI 29 Bad Salzdetfurth – Blick vom Adolf-Stoffregen-Turm (5)                            | LSG HI 00029   | Bad Salzdetfurth                                                    | 545,60           | 319749    | Position    | 1967                 |
|                                                                                             | LSG HI 00030   | Lammetal mit Glüsing                                                | 126,30           | 322398    | Position    | 1967                 |
| weitere Bilder                                                                              | LSG HI 00031   | Turmberggebiet bei Wesseln                                          | 440,40           | 325247    | Position    | 1967                 |
|                                                                                             | LSG HI 00033   | Hügelgräber bei Werder                                              | 0,10             | 321813    | Position    | 1967                 |
| weitere Bilder                                                                              | LSG HI 00034   | Nettetal                                                            | 899,80           |           | Position    | 1993                 |
|                                                                                             | LSG HI 00038   | Giesener Berge und Teiche                                           | 130,30           | 321077    | Position    | 1967                 |
|                                                                                             | LSG HI 00040   | Heiseder Rotten                                                     | 1,90             | 321525    | Position    | 1967                 |
|                                                                                             | LSG HI 00041   | Hottelner Rotten                                                    | 42,50            | 321776    | Position    | 1967                 |
|                                                                                             | LSG HI 00043   | Tonkuhle bei Ummeln                                                 | 3,10             | 325198    | Position    | 1967                 |
|                                                                                             | LSG HI 00044   | Mergelgruben bei Ummeln                                             | 5,60             | 322949    | Position    | 1967                 |
| weitere Bilder                                                                              | LSG HI 00052   | Gronauer Masch                                                      | 112,00           | 321169    | Position    | 1992                 |
|                                                                                             | LSG HI 00053   | Umgebung der Bantelner Allee                                        | 43,70            | 325280    | Position    | 1969                 |
| weitere Bilder                                                                              | LSG HI 00054   | Osterwald                                                           | 910,00           | 323573    | Position    | 1998                 |
| Weg auf dem Abraham am Westrand des Landschaftsschutzgebiets LSG HI 00055 Hallerburger Holz | LSG HI 00055   | Hallerburger Holz                                                   | 440,00           | 321334    | Position    | 1974                 |
| LSG Hainberg                                                                                | LSG HI 00056   | Hainberg                                                            | 2950,00          | 321316    | Position    | 2002                 |
| LSG Kiesgrubengebiet Heisede – Gleidingen                                                   | LSG HI 00057   | Kiesgrubengebiet Heisede – Gleidingen                               | 75,00            | 322118    | Position    | 1967                 |
|                                                                                             | LSG HI 00058   | Sehlder Bruch                                                       | 107,00           | 324530    | Position    | 1987                 |
| weitere Bilder                                                                              | LSG HI 00059   | Sieben Berge und Vorberge                                           | 3368,80          | 324552    | Position    | 1989                 |
|                                                                                             | LSG HI 00060   | Rottebach                                                           | 41,00            | 323992    | Position    | 1990                 |
|                                                                                             | LSG HI 00061   | Heberberg                                                           | 90,00            | 321458    | Position    | 1990                 |
|                                                                                             | LSG HI 00062   | Sackwald                                                            | 4514,00          | 324064    | Position    | 1991                 |
| LSG Bodenabbau-Gebiet bei Heisede                                                           | LSG HI 00063   | Bodenabbau-Gebiet bei Heisede                                       | 0,50             | 320001    | Position    | 1992                 |
| weitere Bilder                                                                              | LSG HI 00064   | Vorholzer Bergland                                                  | 3756,50          | 325461    | Position    | 1996                 |
|                                                                                             | LSG HI 00065   | Ithwiesen                                                           | 216,00           | 321982    | Position    | 1995                 |
|                                                                                             | LSG HI 00066   | Selter                                                              | 783,10           | 329201    | Position    | 2004                 |
| weitere Bilder                                                                              | LSG HI 00068   | Finie                                                               | 250,00           | 344859    | Position    | 2005                 |
|                                                                                             | LSG HI 00069   | Berelries                                                           | 2,53             | 555632908 | Position    | 2016                 |
|                                                                                             | LSG HI 00070   | Riehe, Alme, Gehbeek und Subeek                                     | 33,83            | 555519239 | Position    | 2017                 |
|                                                                                             | LSG HI 00071   | Saale                                                               | 43,47            |           | Position    | 2020                 |
| weitere Bilder                                                                              | LSG HI 00072   | Beuster und Kalte Beuster                                           | 99,00            |           | Position    | 2018                 |
|                                                                                             | LSG HI 00074   | Limberg und Wöhren                                                  | 170,00           |           | Position    | 2020                 |
| weitere Bilder                                                                              | LSG HI-S 00001 | Bergholz                                                            | 18,00            | 31855     | Position    | 1964                 |
| weitere Bilder                                                                              | LSG HI-S 00002 | Steinberg                                                           | 72,00            | 324805    | Position    | 1964                 |
| weitere Bilder                                                                              | LSG HI-S 00003 | Rottsberghang                                                       | 129,80           | 323996    | Position    | 1992                 |
| weitere Bilder                                                                              | LSG HI-S 00004 | Innersteniederung südlich Hildesheim einschließlich des Lönsbruches | 27,00            | 321930    | Position    | 1964                 |
| weitere Bilder                                                                              | LSG HI-S 00005 | Wallanlagen                                                         | 20,00            | 325634    | Position    | 1964                 |
| weitere Bilder                                                                              | LSG HI-S 00006 | Gallberg, Finkenberg und Lerchenberg                                | 101,50           | 320950    | Position    | 1968                 |
| weitere Bilder                                                                              | LSG HI-S 00008 | Klingenberg                                                         | 19,00            | 322200    | Position    | 1968                 |
| weitere Bilder                                                                              | LSG HI-S 00009 | Steinberg auf dem Kreisgebiet                                       | 17,00            | 324807    | Position    | 1968                 |
| weitere Bilder                                                                              | LSG HI-S 00010 | Rottsberghang                                                       | 202,00           | 323995    | Position    | 1992                 |
|                                                                                             | LSG HI-S 00011 | Innersteau Nord                                                     | 51,00            | 321928    | Position    | 1998                 |
|                                                                                             | LSG HI-S 00012 | Giesener Berge und Teiche                                           | 5,00             | 321077    | Position    | 1968                 |
| weitere Bilder                                                                              | LSG HI-S 00013 | Vorholzer Bergland                                                  | 388,00           | 325460    | Position    | 1996                 |
| weitere Bilder                                                                              | LSG HI-S 00014 | Klosterlandschaft Marienrode                                        | 247,00           | 555560789 | Position    | 2013                 |

Außerdem liegt ein kleiner Teil des Landschaftsschutzgebiets „Kanstein – Thüster Berg“ des Landkreises Hameln-Pyrmont (LSG HM 00020) im Landkreis Hildesheim.